# Лефтеріс Лірацис
Лефтеріс Лірацис (грец. Λευτέρης Λύρατζης, нар. 22 лютого 2000, Кавала, Греція) — грецький футболіст, фланговий захисник клубу ПАОК та молодіжної збірної Греції.

## Клубна кар'єра
Уродженець Кавали Лефтеріс Лірацис є вихованцем клубу ПАОК. З 2012 року він грав у футбол у молодіжній команді клубу. На дорослому рівні Лірацис дебютував у грудні 2018 року у матчі на Кубок країни. А у січні 2019 року Лірацис провів свій перший матч у грецькій Суперлізі. Вже в своєму першому сезоні Лірацис здобув титул чемпіона Греції та переможця національного Кубка.
Влітку 2019 року для набуття ігрової практики Лефтріс відправився в оренду у клуб «Волос». Саме у складі «Волоса» Лефтеріс відзначився першим голом, забитим на професійному рівні.

## Збірна
З 2019 року Лефтеріс Лірацис є гравцем молодіжної збірної Греції.

## Особисте життя
Батько Лефтеріса - Ніколаос Лірацис також в минулому професійний футболіст. Виступав у складі клуба «Кавала».

## Досягнення
ПАОК
 Чемпіон Греції: 2018/19
 Переможець Кубка Греції (2): 2018/19, 2020/21